# 臀形小光壳炱
臀形小光壳炱（学名：Asteridiella pygei）是属于小煤炱目小煤炱科小光壳炱属的一种真菌，寄生在李属植物上。该种分布于中国、印度尼西亚。